# Franz Fraas
Karl Franz Christian Jakob Fraas (* 8. Januar 1802 in Weinsberg; † 8. Dezember 1877 in den Vereinigten Staaten) war von 1845 bis 1853 Stadtschultheiß der Stadt Weinsberg und 1849/50 Mitglied dreier außerordentlicher württembergischer Landtage, die die württembergische Verfassung von 1819 revidieren bzw. durch eine neue Verfassung ersetzen sollten.

## Leben
Franz Fraas war der Sohn eines Notars und Rechnungsprobators in Weinsberg. 1823 bis 1826 studierte er Rechtswissenschaften an der Universität Tübingen. Wegen „burschenschaftlicher Umtriebe“ – er war seit 1823 Mitglied der Burschenschaft Germania – wurde gegen ihn ermittelt. Nach dem Studium wurde Fraas in seiner Heimatstadt Weinsberg Rechtskonsulent. Bei einer öffentlichen Versammlung vor dem Weinsberger Rathaus trug er 1833 eine Aufforderung an die Teutschen und Protestation gegen die Bundestagsbeschlüsse an Seine Majestät den König vor, was eine Verurteilung zu einer Geldstrafe nach sich zog. Er ist im Schwarzen Buch der Frankfurter Bundeszentralbehörde (Eintrag Nr. 440) festgehalten.
1844 kandidierte Fraas im Weinsberger Wahlkreis erstmals für die württembergische Kammer der Abgeordneten, unterlag aber dem Ludwigsburger Oberamtsrichter Karl Friedrich Heyd. Bei der nach dem Tod des Weinsberger Stadtschultheißen Heinrich Pfaff erforderlichen Neuwahl eines Stadtschultheißen am 9. Dezember 1845 kandidierte Fraas und gewann mit großer Mehrheit. Die Regierung des Neckarkreises bestätigte seine Wahl erst im März 1846; am 11. März 1846 trat er sein Amt an.
Im Revolutionsjahr 1848 bemühte sich Fraas erfolglos um eine Kandidatur bei der Wahl zur Frankfurter Nationalversammlung am 26. April. Kandidat und später Abgeordneter des Wahlkreises Backnang (7. Wahlkreis im Neckarkreis) in Frankfurt wurde stattdessen Ferdinand Nägele; Fraas erhielt, obwohl er nicht offiziell kandidierte, dennoch einige Stimmen. Der bekannte Weinsberger Dichter Justinus Kerner unterstützte Nägeles Kandidatur, da er auch „Männer aus dem Volke“ im Frankfurter Parlament vertreten sehen wollte und nicht nur „gelehrte Herren“. Kerners Angriffe auf die Beamteneliten während des Wahlkampfes hatten ein gespanntes Verhältnis Fraas’ zur Familie Kerner zur Folge. Einen Monat später, am 25. Mai 1848, kandidierte Fraas erneut im Weinsberger Wahlkreis für die württembergische Kammer der Abgeordneten, unterlag aber auch bei dieser Wahl Ferdinand Nägele.
Nachdem im September 1848 gegen Justinus Kerners Sohn Theobald Kerner wegen einer aufrührerischen Rede bei einer Volksversammlung in Heilbronn Haftbefehl erlassen wurde, floh dieser nach Straßburg. Die Behörden ließen ihn steckbrieflich suchen und ordneten die (später wieder aufgehobene) Beschlagnahmung seines Vermögens an. Die Erhebung der notwendigen Daten für den Steckbrief und die Aufnahme des Vermögens der Familie Kerner führte Stadtschultheiß Fraas persönlich durch.
Bei der Wahl zur Verfassungsrevidierenden Landesversammlung Württembergs im Jahr 1849, nur ein Jahr nach der regulären Wahl zur Kammer der Abgeordneten, kandidierte Fraas wiederum im Weinsberger Wahlkreis. Nach einem erbitterten Wahlkampf konnte er sich erst im zweiten Wahlgang am 10. September gegen den Kandidaten der Demokraten durchsetzen, den aus Straßburg zurückgekehrten Theobald Kerner. Auch die beiden Wahlen zur Verfassungsberatenden Landesversammlung im Jahr 1850 gewann Fraas; bei der regulären Abgeordnetenkammerwahl 1851 unterlag er dann dem Löwensteiner Stadtschultheißen Karl Friedrich Troll.
Nach Einleitung einer gerichtlichen Untersuchung in Vermögenssachen musste Fraas 1853 von seinem Amt als Stadtschultheiß zurücktreten. Im November 1853 schiffte er sich in Le Havre in die USA ein und wurde danach steckbrieflich gesucht; die Vergantung seiner Güter fand in Abwesenheit statt. Sein weiterer Lebensweg ist unbekannt.